# Cymbidium ensifolium

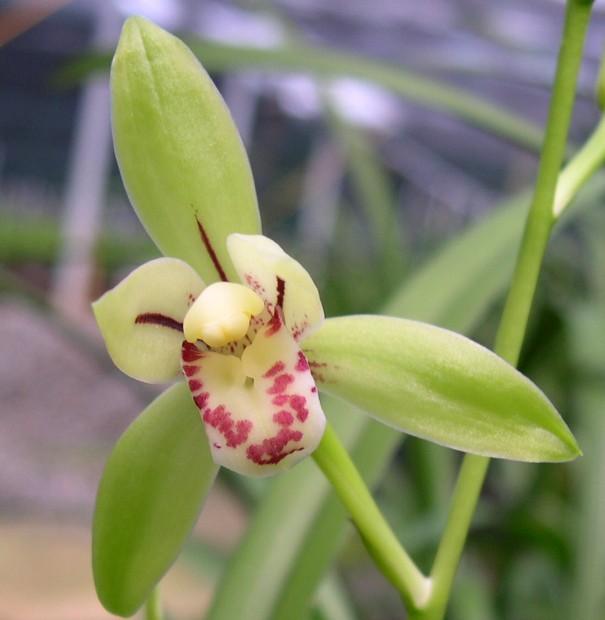
Detalle de la flor

Cymbidium ensifolium (L.) Sw. 1799 , es una especie de orquídea epífita o litófita Originaria del sur y sudeste de Asia.

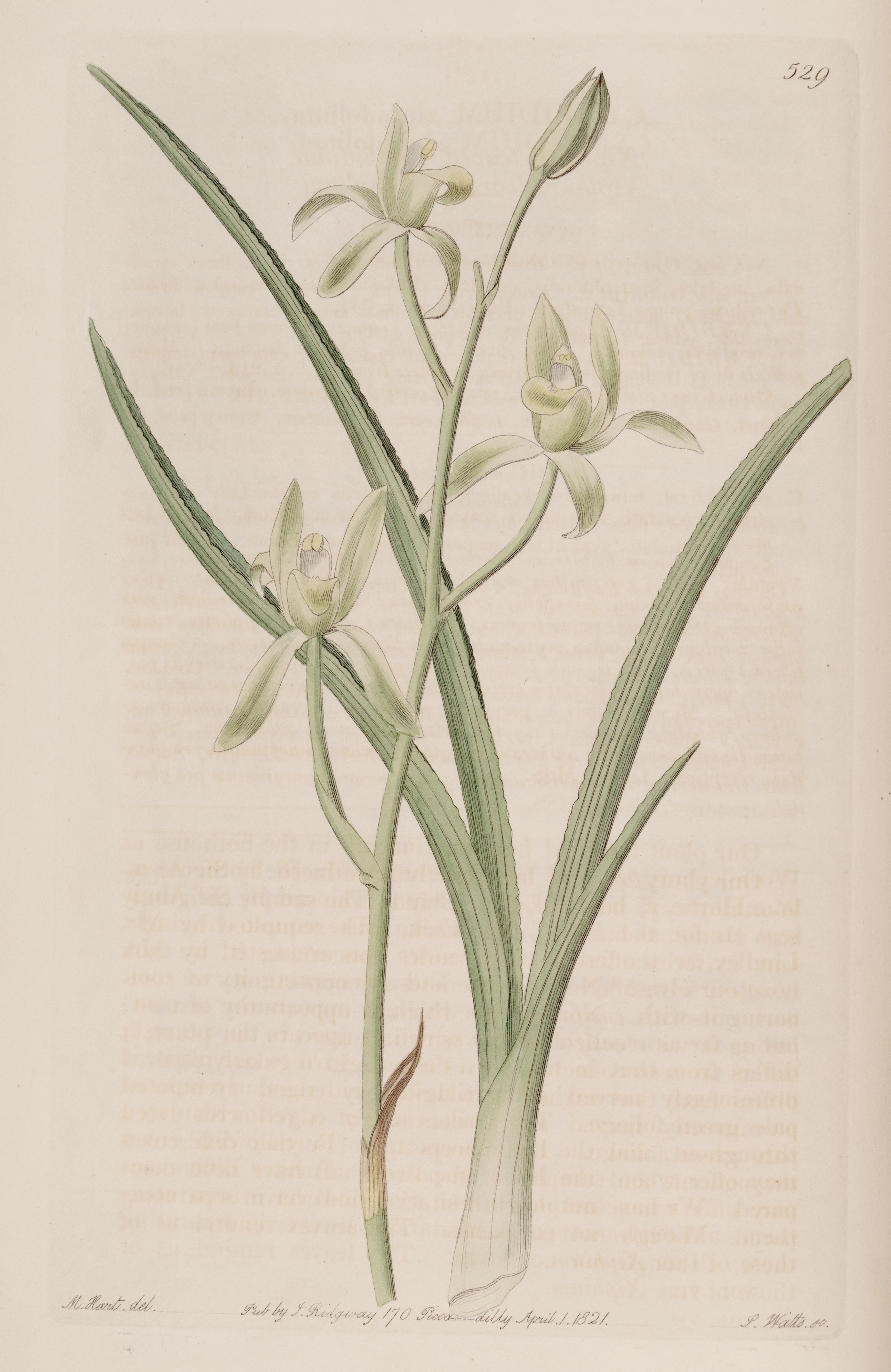
Cymbidium ensifolium subsp. ensifolium
(as syn. Cymbidium xiphiifolium)
Illustration in:
"The Botanical Register", vol. 7 pl. 529
(1821)

## Descripción
Es una especie de orquídea de tamaño medio, que prefiere clima frío a cálido, es epífita o litófita con pseudobulbo  envuelto completamente por imbricadas vainas cada uno de ellos con 3 a 4 hojas, en forma de cinta, delgada, aguda, a veces abigarradas hojas. Florece  en una inflorescencia basal, erecta de 30 cm  de largo, en forma de racimo  que tiene de 3 a 9 flores de larga duración y de fragante aroma. La floración se produce en el otoño.

## Distribución y hábitat
Se distribuye por Japón, China, Vietnam y el sur a través de Indochina a Sumatra y Java en los bosques siempreverdes de hoja ancha y en el suelo humedecido por nieblas y salpicaduras de las empinadas laderas a lo largo de los cursos de agua o en el musgo sobre rocas calizas  a altitudes de hasta 1500 metros. 

## Variedades
- Cymbidium ensifolium subsp. ensifolium : orquídea de la catarata del Mt. Tu-Wu. (Indo-China a temp. este Asia). Pseudobulbo, epifita
- Cymbidium ensifolium subsp. haematodes (sur India a Nueva Guinea). Pseudobulbo epifita

## Taxonomía
Cymbidium ensifolium fue descrita por (L.) Sw.  y publicado en Nova Acta Regiae Societatis Scientiarum Upsaliensis 6: 77. 1799.
Etimología
El nombre deriva de la palabra griega kumbos, que significa "agujero, cavidad".  Este se refiere a la forma de la base del labio. Según otros estudiosos derivaría del griego "Kimbe = barco" por la forma de barco que asume el labelo.
ensifolium: epíteto latíno que significa "hojas en forma de espada".
Sinonimia
- Cymbidium acuminatum M.A.Clem. & D.L.Jones 1996;
- Cymbidium ensifolium subsp. haematodes (Lindl.) Du Puy & P.J.Cribb ex Govaerts 1999;
- Cymbidium ensifolium var. haematodes (Lindl.) Trimen 1885;
- Cymbidium ensifolium var. misericors (Hayata) T.P.Lin 1977
- Cymbidium haematodes Lindl. 1833
- Cymbidium siamense Rolfe ex Downie 1925
- Cymbidium sundaicum Schltr. 1919
- Epidendrum ensifolium L. 1753
- Jensoa ensata Raf. 1836;
- Limodorum ensatum Thunb. 1784
- Cymbidium xiphiifolium Lindl. (1821)
- Cymbidium estriatum Lindl. ex Steud. 1840
- Cymbidium micans Schauer 1843
- Cymbidium albomarginatum Makino 1912
- Cymbidium ensifolium f. flaccidior Makino 1912
- Cymbidium gyokuchin Makino  (1912)
- Cymbidium gyokuchin var. soshin Makino 1912
- Cymbidium koran Makino 1912
- Cymbidium niveomarginatum Makino 1912
- Cymbidium shimaran Makino 1912
- Cymbidium yakibaran Makino 1912
- Cymbidium arrogans Hayata 1914
- Cymbidium misericors Hayata 1914
- Cymbidium rubrigemmum Hayata 1916
- Cymbidium gonzalesii Quisumb. 1940
- Cymbidium ensifolium var. misericors (Hayata) T.P.Lin 1977
- Cymbidium gyokuchin var. arrogans (Hayata) S.S.Ying  1977
- Cymbidium kanran var. misericors (Hayata) S.S.Ying 1977
- Cymbidium ensifolium var. rubrigemmum (Hayata) T.S.Liu & H.J.Su 1978
- Cymbidium ensifolium var. yakibaran (Makino) Y.S.Wu & S.C.Chen 1980
- Cymbidium ensifolium var. xiphiifolium (Lindl.) S.S.Ying 1990[3][4][5]

## Nombre común
- Castellano: orquídea cuatro estaciones, Orquídea de primavera, Orquídea de las rocas
- Cuba: flor de san Juan[6]